# Капсійський субдіалект

Капсійський субдіалект північнокаталанського діалекту каталанської мови на мапі каталанських країн

Капсі́йський субдіале́кт північнокатала́нського діале́кту (кат. capcinès) – субдіалект північнокаталанського діалекту каталанської мови, яким говорять в історичній кумарці Капсі в Північній Каталонії у Франції. Це перехідна говірка від каталанської мови до окситанської. Жуан Курумінас вважав, що капсійський субдіалект може бути архаїчною формою північнокаталанського діалекту.
Говірку вивчали каталонські лінгвісти Антоні Ґрієра (кат. Antoni Griera i Gaja) та Мануел Санчіс Ґуарне (кат. Manuel Sanchis Guarner).

## Фонетика морфологія та лексика
Серед специфічних рис субдіалекту фіксуються:
- Перехід -u- в [ø]: lluna ['ʎønə].
- Перехід латинських міжголосних -d- та -ce-/-ci- у [z]: disia, rasó, vesí.
- Означений артикль чоловічого роду lo (у множині los).
- Закінчення множини іменників, що в однині закінчуються на свистячий чи шиплячий, -is: peixis, rossis ['rrusis].
- Численні запозичення з окситанської (ланґедокський діалект): cotell (замість ganivet на решті території Північної Каталонії), gojat /-a (замість minyó /-ona на решті території Північної Каталонії), mill (замість blat d'índia на решті території Північної Каталонії).